# یونیتی (ماژول)
ماژول اتصال یونیتی (انگلیسی: Unity) که با نام «Node 1» نیز شناخته می‌شود، اولین قسمت ساخت ایالات متحده در ایستگاه فضایی بین‌المللی (ISS) است. این ایستگاه بخش‌های روسیه و ایالات متحده را به هم متصل می‌کند و جایی است که خدمه با هم غذا می‌خورند.
این ماژول به شکل استوانه‌ای است، با شش محل اسکله (جلو، عقب، پورت، سمت راست، اوج و عقبه) که اتصال به ماژول‌های دیگر را تسهیل می‌کند. قطر یونیتی ۴٫۵۷ متر (۱۵٫۰ فوت) و طول آن ۵٫۴۷ متر (۱۷٫۹ فوت) است و از فولاد ساخته شده‌است و برای ناسا توسط بوئینگ در یک مرکز تولیدی در مرکز پرواز فضایی مارشال در هانتسویل، آلاباما ساخته شده‌است. یونیتی اولین ماژول از سه ماژول اتصال است. دو مورد دیگر هارمونی و ترانکولیتی هستند.